# 이상해
이상해(李相海, 1945년 11월 15일 ~ )는 대한민국의 희극인이다. 본명은 최영근(崔永根)이다.

## 활동
숭문고등학교를 졸업하고 1964년 데뷔, 1968년부터 TBC의 쇼 투나잇이란 프로그램에서 이상한과 함께 개그 콤비를 구성하며 무대 위 관객이 보는 앞에서 대본 없이 웃음을 유발하는 '스탠딩 콩트'를 처음으로 선보였다.
1975년 12월 10일 대마초를 흡연한 혐의로 입건되었고, 연예인협회에서 무기한 출연금지 조치를 받았다가 1979년 12월 6일 활동을 재개했다. 1979년 국악인 김영임과 결혼하였다. 1982년에는 이주일과 콤비를 이루어 이주일을 코미디 황제로 이끄는 데 기여하기도 했다.
대마초 사건을 겪은 뒤로 사회봉사를 실천하기 시작해 1991년 하나로봉사회를 설립하고, 이 공로로 1995년 문화체육부에서 선행연예인 표창장을 받았으며 1994년 제 21회 한국방송대상 남자 코미디언상을 수상했는데 남-녀 부문(17~25회) 통합 부문(26회~)을 포괄하여 역대 최고령 코미디언 수상자이기도 하다.

## 수상 및 서훈
- 1989년 KBS 코미디대상 특별상
- 1993년 KBS 코미디대상 대상
- 1994년 제21회 한국방송대상 남자 코미디언상 《명랑극장》
- 2005년 대한민국연예예술상 대상, 화관문화훈장 (5등급)[1]

## 가족 관계
- 배우자 : 김영임 (1953년 12월 27일 ~ )
  - 아들 : 최우성
  - 딸 : 최정은, 이소연 (배우)
  - 며느리 : 김윤지 (배우)